# حجرة الضغط العالي

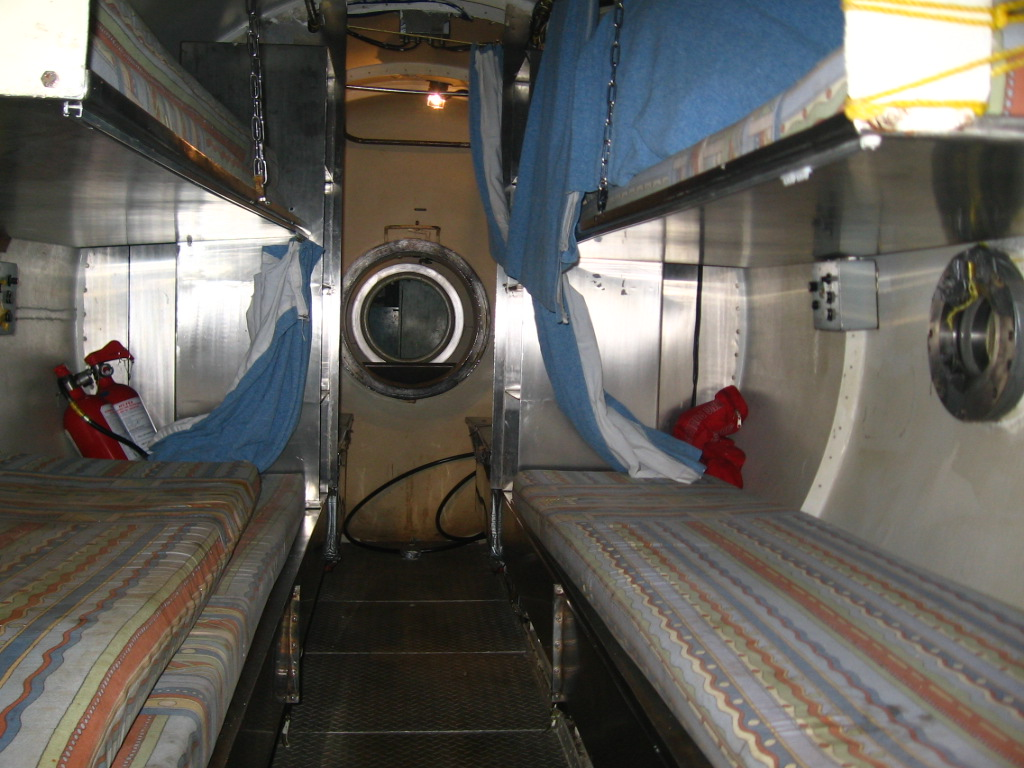
غرفة الضغط العالي تستخدم للغوص التشبع.

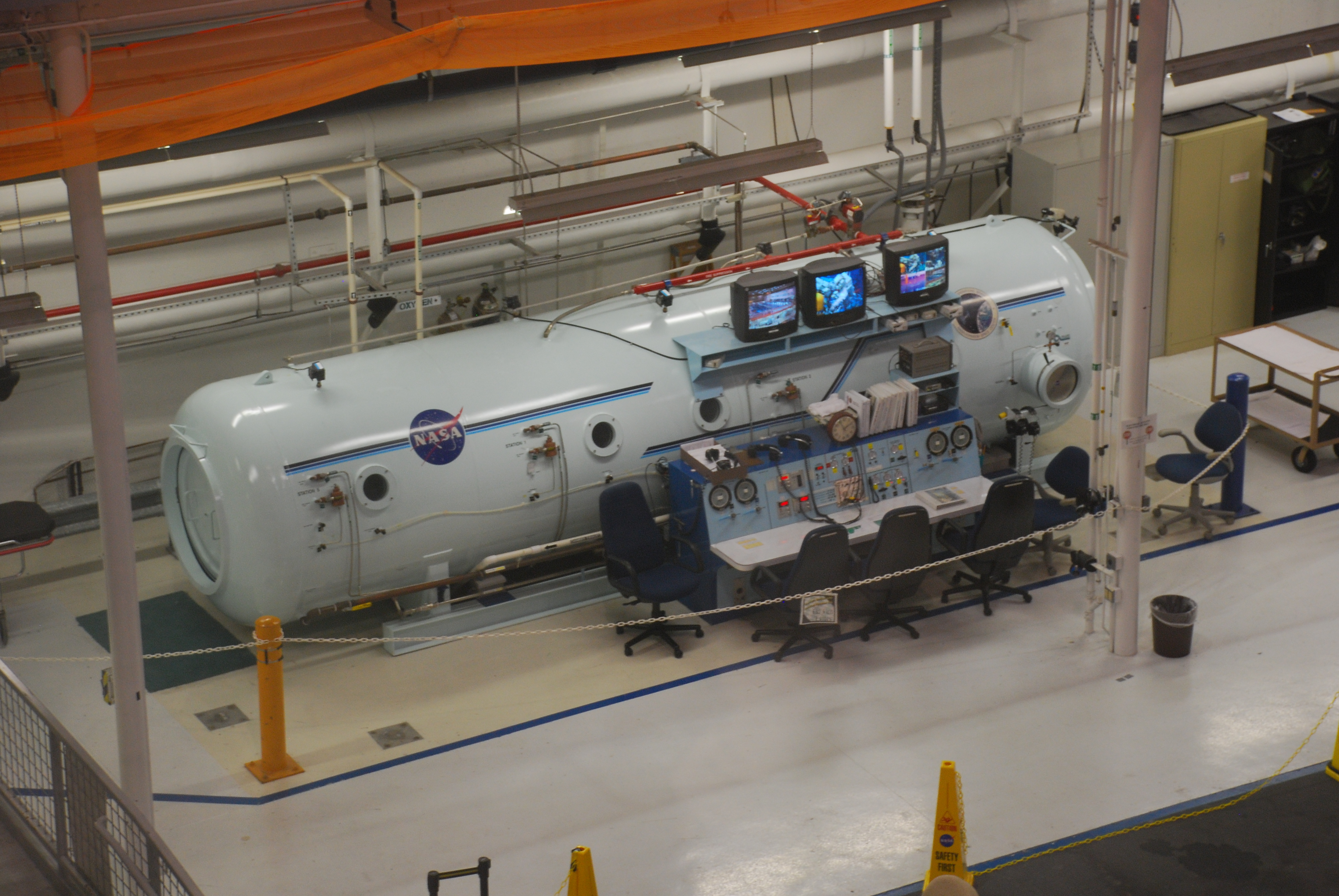
حجرة الضغط العالي في وكالة ناسا، من الخارج

حجرة الضغط العالي أو غرفة الضغط العالي  وتُسمى أيضاً حجرة الغوص أو حجرة تعديل الضغط. هي حجرة تتحمل ضغوط مرتفعة من الهواء أو الغازات المختلفة بهدف التحكم بالضغط (التزويد أو التخفيف أي تعديل الضغط)، وتستخدم بشكل أساسي في مجال الغوص، وفي مجال العلاج الطبي (التطبيب بالضغط العالي).
تتألف الحجرة بشكل أساس من الفولاذ، ويقضي فيها الغواصون عادة عدة ساعات حسب عمق الغوص لإزالة كميات النيتروجين الزائدة المحتبسة في أنسجة أجسامهم، حتي الهبوط بها إلي مستويات آمنة تتيح لهم الخروج من الغرفة إلى ضغط الجو الطبيعي.
توجد وظيفتان رئيسيتان لغرف الغوص:
- كشكل بسيط من السفن الغاطسة لنقل الغواصين تحت الماء ولتوفير قاعدة مؤقتة ونظام استرجاع في الأعماق ؛
- كغرفة أو نظام الضغط العالي القائم على المنصة البرية أو السفينة أو البحرية، لإعادة إنتاج ظروف الضغط العالي بشكل مصطنع تحت سطح البحر . يتم توفير ضغوط داخلية أعلى من الضغط الجوي الطبيعي للتطبيقات المتعلقة بالغوص مثل الغطس بالتشبع وإزالة ضغط الغواص والتطبيقات الطبية غير المتعلقة بالغوص مثل الطب عالي الضغط .

## الأنواع الأساسية لغرف الغوص
هناك نوعان أساسيان من غرف الغوص الغاطسة، متمايزان بالطريقة التي يتم بها إنتاج الضغط في غرفة الغوص والتحكم فيه.

### فتح جرس الغوص
حجرة الغوص المفتوحة الأقدم تاريخياً، والمعروفة باسم جرس الغوص المفتوح أو الجرس الرطب، هي في الواقع مقصورة ذات قاع مفتوح تحتوي على مساحة غاز فوق سطح مائي حر ، مما يسمح للغواصين بالتنفس تحت الماء. قد تكون الحجرة كبيرة بما يكفي لاستيعاب الغواصين بشكل كامل فوق الماء، أو قد تكون أصغر، وتتسع فقط للرأس والكتفين. يقع ضغط الهواء الداخلي تحت ضغط سطح الماء الحر ، ويختلف وفقًا للعمق. قد يكون مصدر غاز التنفس للجرس المفتوح قائمًا بذاته، أو يتم توفيره عادةً من السطح عبر خرطوم مرن، والذي يمكن دمجه مع خراطيم وكابلات أخرى كجرس سري . قد يحتوي الجرس المفتوح أيضًا على لوحة توزيع غاز التنفس مع سرة للغواصين لتزويد الغواصين بغاز التنفس أثناء الرحلات الاستكشافية من الجرس، وإمدادات غاز الطوارئ على متن أسطوانات التخزين عالية الضغط. لا يمكن استخدام هذا النوع من غرف الغوص إلا تحت الماء، حيث يتناسب ضغط الغاز الداخلي بشكل مباشر مع العمق تحت الماء، ورفع أو خفض الغرفة هو الطريقة الوحيدة لضبط الضغط.

### غرفة الضغط العالي
إن غرفة الغوص القابلة للإغلاق أو الجرس المغلق أو الجرس الجاف عبارة عن وعاء ضغط به فتحات كبيرة بما يكفي لدخول الأشخاص والخروج، وإمداد غاز التنفس المضغوط لرفع ضغط الهواء الداخلي. توفر هذه الغرف مصدرًا للأكسجين للمستخدم، وعادةً ما يطلق عليها غرف الضغط العالي سواء تم استخدامها تحت الماء أو على سطح الماء أو على الأرض لإنتاج ضغوط تحت الماء. ومع ذلك، يستخدم البعض مصطلح الغرفة الغاطسة للإشارة إلى تلك المستخدمة تحت الماء والغرفة ذات الضغط العالي لتلك المستخدمة خارج الماء. هناك نوعان من المصطلحات ذات الصلة التي تعكس استخدامات معينة بدلاً من الأنواع المختلفة تقنيًا:
- غرفة تخفيف الضغط، غرفة الضغط العالي التي يستخدمها الغواصون المزودون بالسطح لإيقاف ضغط السطح
- غرفة إعادة الضغط، غرفة الضغط العالي تستخدم لعلاج مرض تخفيف الضغط أو الوقاية منه.

عند الاستخدام تحت الماء، توجد طريقتان لمنع تدفق المياه عند فتح فتحة غرفة الضغط العالي الغاطسة. يمكن فتح الفتحة في غرفة تجمع القمر، ومن ثم يجب أولاً معادلة ضغطها الداخلي مع ضغط غرفة تجمع القمر. وبشكل أكثر شيوعًا، يتم فتح الفتحة في غرفة معادلة الضغط تحت الماء، وفي هذه الحالة يمكن أن يظل ضغط الغرفة الرئيسية ثابتًا، بينما يتغير ضغط غرفة معادلة الضغط. يُطلق على هذا التصميم الشائع غرفة القفل، ويستخدم في الغواصات والغواصات والموائل تحت الماء وكذلك غرف الغوص.
يستخدم ترتيب آخر قفل الهواء الجاف بين حجرة الضغط العالي ومقصورة جرس الغوص المفتوح (بحيث يكون الهيكل بأكمله مزيجًا من نوعي غرفة الغوص).
عند استخدامها تحت الماء، يتم توصيل جميع أنواع غرف الغوص بسفينة دعم الغوص بواسطة كابل قوي للرفع والخفض وكابل سري يوفر، على الأقل، غاز التنفس المضغوط والطاقة والاتصالات، وكلها تحتاج إلى أوزان متصلة أو مدمجة للتغلب على الطفو . أقصى عمق يتم الوصول إليه باستخدام حجرة معلقة بالكابلات يبلغ حوالي 1500 متر ؛ بعد ذلك يصبح الكابل غير قابل للإدارة.

### المعدات ذات الصلة
بالإضافة إلى جرس الغوص وغرفة الضغط العالي، تشتمل معدات الغوص ذات الصلة على ما يلي.
- الموطن تحت الماء : يتكون من مقصورات تعمل وفقًا لنفس مبادئ أجراس الغوص وغرف الغوص، ولكنها مثبتة في قاع البحر للاستخدام طويل المدى.
- الغواصات والغواصات تختلف في كونها قادرة على التحرك تحت سلطتهم. عادة ما يتم الحفاظ على الأجزاء الداخلية عند ضغط السطح، ولكن بعض الأمثلة تشمل أقفال الهواء وغرف الضغط العالي الداخلية.
- كما توجد معدات أخرى للغوص العميق لها ضغط داخلي جوي، ومنها:
  - Bathysphere : الاسم الذي أطلق على غرفة الغوص التجريبية في أعماق البحار في عشرينيات وثلاثينيات القرن الماضي.
  - بينثوسكوب : وريث لفوهة الأعماق تم بناؤه للذهاب إلى أعماق أكبر.
  - غواصة الأعماق : سفينة غاطسة ذاتية الدفع قادرة على ضبط قابليتها للطفو لاستكشاف الأعماق القصوى.

## استخدام تحت الماء
بالإضافة إلى نقل الغواصين، تحتوي غرفة الغوص على أدوات ومعدات وأسطوانات تخزين عالية الضغط لإمداد غاز التنفس في حالات الطوارئ ومعدات الاتصالات والطوارئ.يوفر بيئة مؤقتة للهواء الجاف أثناء الغطس المطول للراحة وتناول الوجبات والقيام بالمهام التي لا يمكن القيام بها تحت الماء ولحالات الطوارئ. تعمل غرف الغطس أيضًا كقاعدة تحت الماء لعمليات الغطس التي يتم توفيرها على السطح، حيث يتم ربط سرة الغواصين (إمداد الهواء، إلخ) بغرفة الغوص بدلاً من سفينة دعم الغوص.

### أجراس الغوص
كانت أجراس الغوص وغرف الغوص المفتوحة من نفس المبدأ أكثر شيوعًا في الماضي بسبب بساطتها، حيث لا تحتاج بالضرورة إلى مراقبة الضغط الداخلي والتحكم فيه وضبطه ميكانيكيًا. ثانيًا، نظرًا لأن ضغط الهواء الداخلي وضغط الماء الخارجي على جدار الجرس متوازنان تقريبًا، لا يجب أن تكون الحجرة قوية مثل غرفة الغوص المضغوطة (الجرس الجاف). يكون الهواء داخل الجرس المفتوح عند نفس ضغط الماء عند سطح السطح البيني للماء والهواء. هذا الضغط ثابت ويمكن أن يكون فرق الضغط على غلاف الجرس أعلى من الضغط الخارجي إلى حد ارتفاع الفضاء الجوي في الجرس.
يجب رفع جرس الغوص الرطب أو غرفة الغطس المفتوحة ببطء إلى السطح مع توقف الضغط المناسب لملف الغوص حتى يتمكن الركاب من تجنب مرض تخفيف الضغط . قد يستغرق هذا ساعات، وبالتالي يحد من استخدامه.

### غرف الضغط الغاطسة
يمكن إحضار غرف الضغط العالي الغاطسة المعروفة باسمالأجراس المغلقة أو كبسولات نقل الأفراد إلى السطح دون تأخير عن طريق الحفاظ على الضغط الداخلي وإما فك ضغط الغواصين في الغرفة على متن وعاء الدعم، أو نقلهم تحت الضغط إلى غرفة تخفيف الضغط الأكثر اتساعًا أو إلى نظام التشبع، حيث يظلون تحت الضغط طوال فترة العمل، ونوبات العمل تحت ضغط ثابت تقريبًا، ولا يتم فك ضغطهم إلا مرة واحدة في النهاية. تقلل القدرة على العودة إلى السطح دون تخفيف الضغط في الماء من المخاطر على الغواصين إذا كان الطقس أو الوضع الديناميكي الضعيف يجبر سفينة الدعم على الخروج من المحطة.
يعتبر بناء غرفة الغوص القائمة على وعاء الضغط أكثر تكلفة لأنه يجب أن يتحمل فروق الضغط العالي. قد تكون هذه ضغوط انفجارية كما هو الحال بالنسبة للجرس الجاف المستخدم للغوص بالتشبع، حيث يكون الضغط الداخلي مطابقًا لضغط الماء عند عمق العمل، أو ضغوط التكسير عند إنزال الحجرة في البحر ويكون الضغط الداخلي أقل من ضغط الماء المحيط، مثل الذي يمكن استخدامه لإنقاذ الغواصات.
أجراس الإنقاذ عبارة عن غرف غطس متخصصة أو غواصات قادرة على استعادة الغواصين أو شاغلي غرف الغوص أو الموائل تحت الماء في حالات الطوارئ وإبقائهم تحت الضغط المطلوب. لديهم غرف معادلة الضغط للدخول تحت الماء أو لتشكيل ختم مانع لتسرب المياه مع فتحات على الهيكل المستهدف لإحداث نقل جاف للأفراد. يتطلب إنقاذ ركاب الغواصات أو الغواصات بضغط الهواء الداخلي لجو واحد القدرة على تحمل فرق الضغط الهائل لإحداث انتقال جاف، وله ميزة عدم الحاجة إلى إجراءات تخفيف الضغط عند العودة إلى السطح، مما يسمح بمواصلة التحول السريع جهود الإنقاذ.

## خارج استخدام المياه
تستخدم غرف الضغط العالي أيضًا على الأرض وفوق الماء
- لأخذ الغواصين المزودين بالسطح الذين تم تربيتهم من تحت الماء من خلال تخفيف الضغط المتبقي لديهم مثلإزالة الضغط السطحي إما بعد صعود الضغط المحيط أو بعد النقل تحت ضغط من جرس جاف . (غرف تخفيف الضغط)
- لتدريب الغواصين على التكيف مع ظروف الضغط العالي وإجراءات تخفيف الضغط واختبار أدائهم تحت الضغط.
- لعلاج الغواصين من مرض تخفيف الضغط (غرف إعادة الضغط)
- لعلاج الأشخاص الذين يستخدمون الضغط الجزئي للأكسجين المرتفع في العلاج بالأكسجين عالي الضغطلحالات لا علاقة لها بالغوص.
- في أنظمة دعم الحياة التشبع
- في البحث العلمي الذي يتطلب ضغوط غاز مرتفعة.

غرف الضغط العالي المصممة فقط للاستخدام خارج الماء لا يجب أن تقاوم قوى التكسير، فقط قوى الانفجار. عادةً ما تعمل تلك التطبيقات الطبية فقط ما يصل إلى اثنين أو ثلاثة أجواء مطلقة، في حين أن تطبيقات الغوص قد تذهب إلى ستة أجواء أو أكثر.
خفيفة الوزن غرف الضغط العالي المحمولة التي يمكن رفعها بواسطة مروحية تستخدم من قبل الجيش أو شركات الغوص التجاري وخدمات الإنقاذ لتنفيذ واحد أو اثنين من الغواصين يحتاجون إلى علاج إعادة الضغط إلى مرفق مناسب.

### غرفة تخفيف الضغط
غرفة إزالة الضغط، أو غرفة إزالة الضغط على سطح السفينة، عبارة عن وعاء ضغط للإشغال البشري يستخدم في الغوص المزود بالسطح للسماح للغواصين بإكمالتوقفات إزالة الضغط في نهاية الغوص على السطح بدلاً من تحت الماء. هذا يزيل العديد من مخاطر تخفيف الضغط لفترة طويلة تحت الماء، في الظروف الباردة أو الخطرة. يمكن استخدام غرفة تخفيف الضغط مع جرس مغلق لإزالة الضغط بعد الغطس المرتد، بعد النقل تحت الضغط، أو قد يظهر الغواصون قبل الانتهاء من تخفيف الضغط وإعادة ضغطهم في الغرفة باتباع بروتوكولات صارمة لتقليل مخاطر ظهور أعراض مرض تخفيف الضغط في الفترة القصيرة المسموح بها قبل العودة للضغط. 

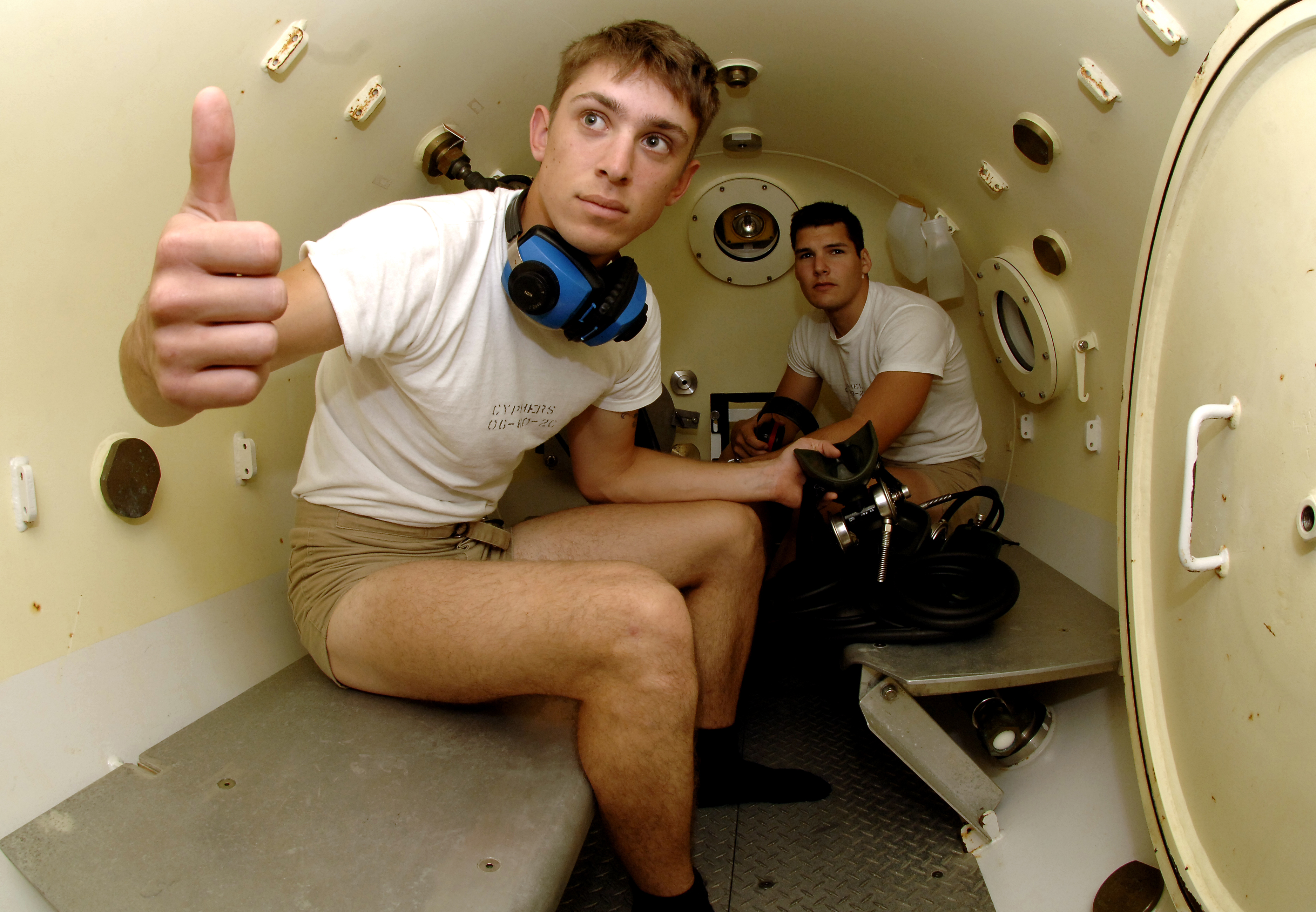
بحّاران تابعان للبحرية الأمريكية داخل غرفة تخفيف الضغط على وشك الخضوع للتدريب
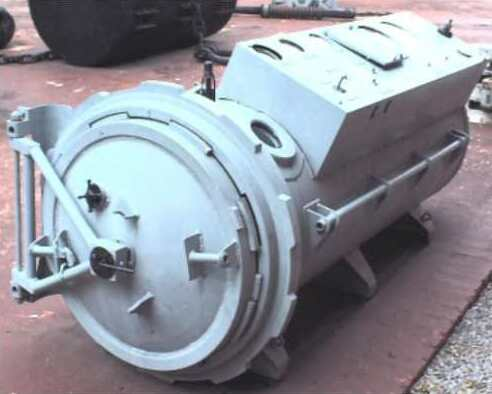
One person chamber
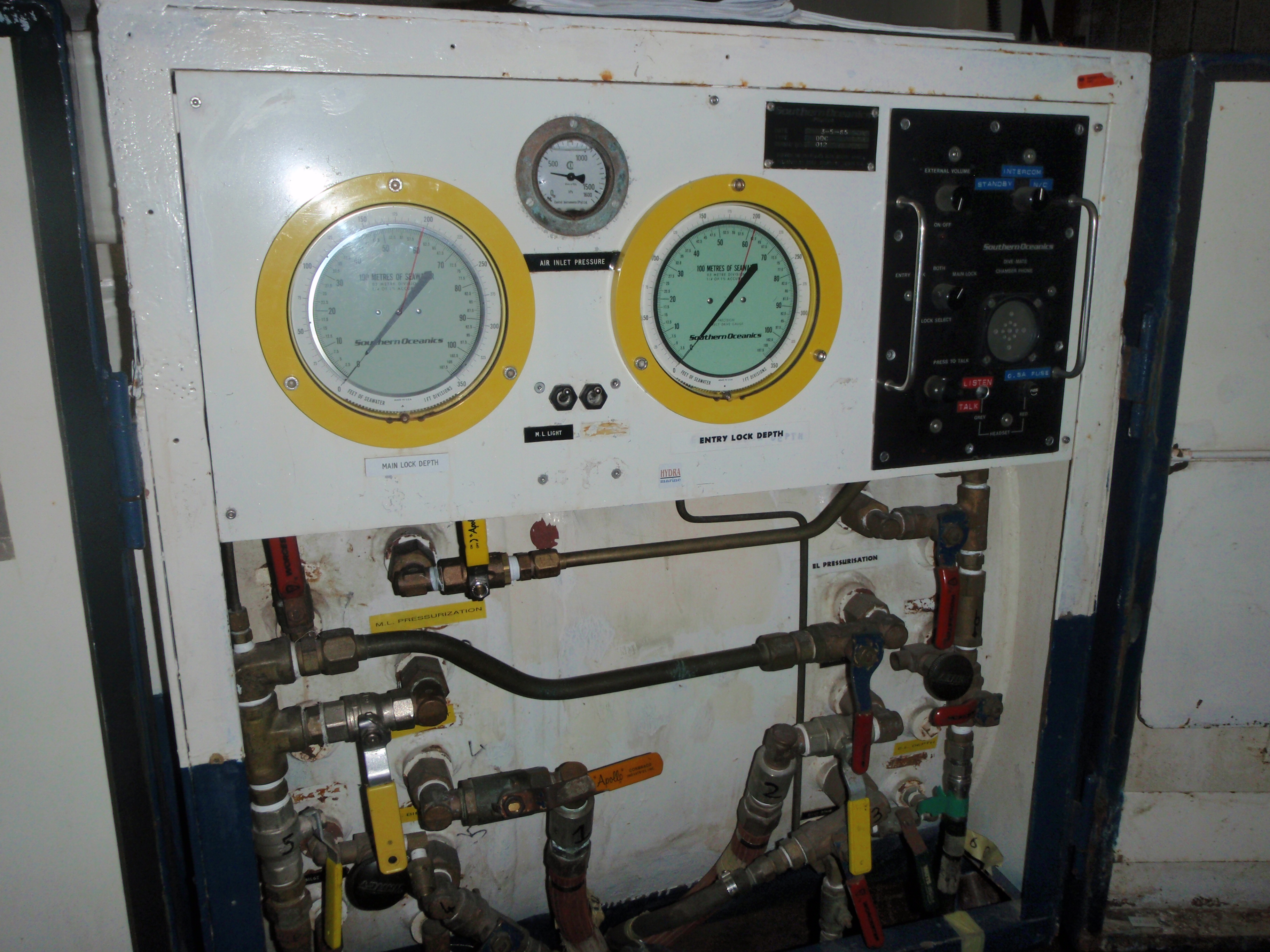
Control panel of a basic deck decompression chamber
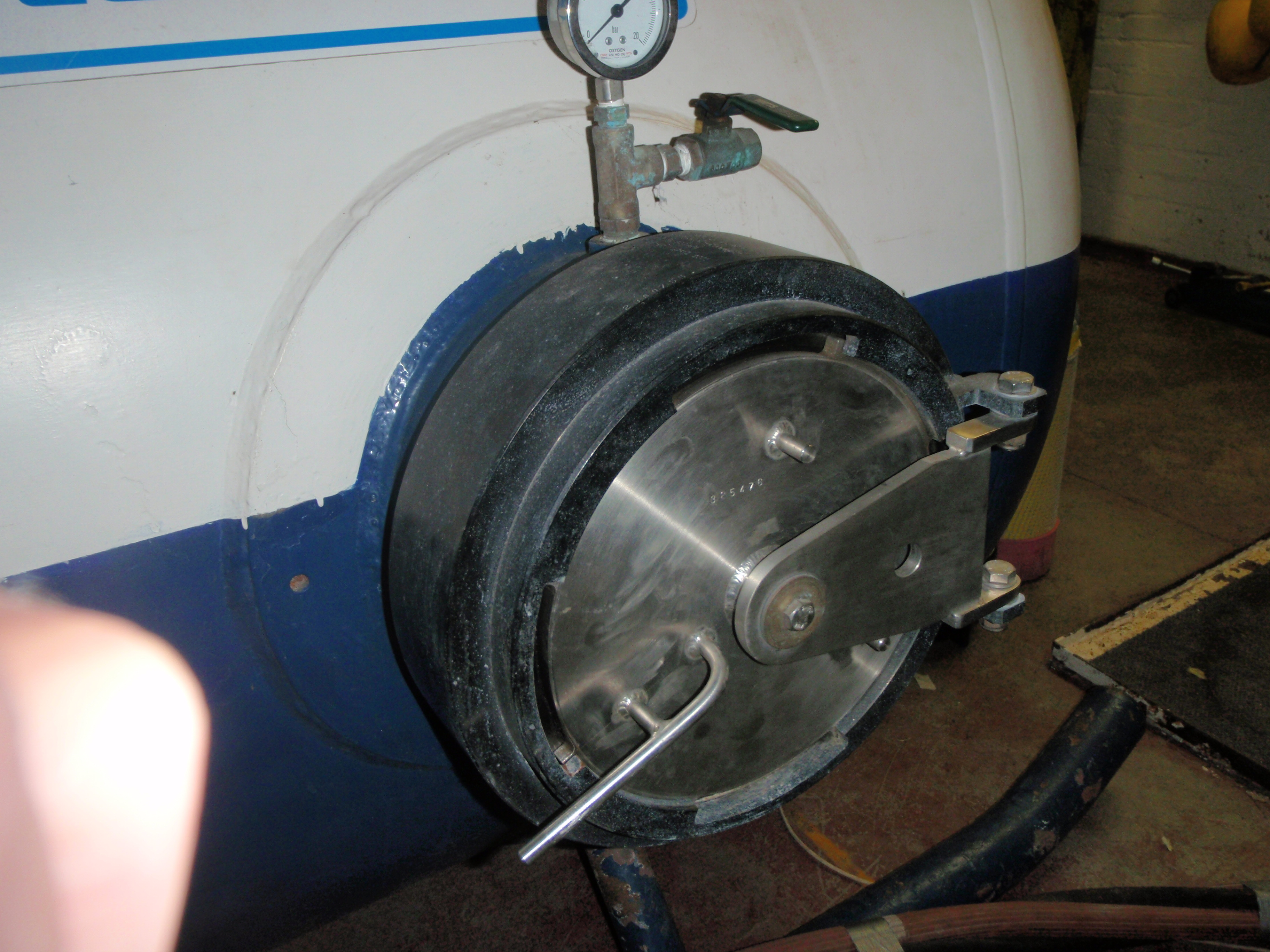
The medical lock of a basic deck decompression chamber with the door closed
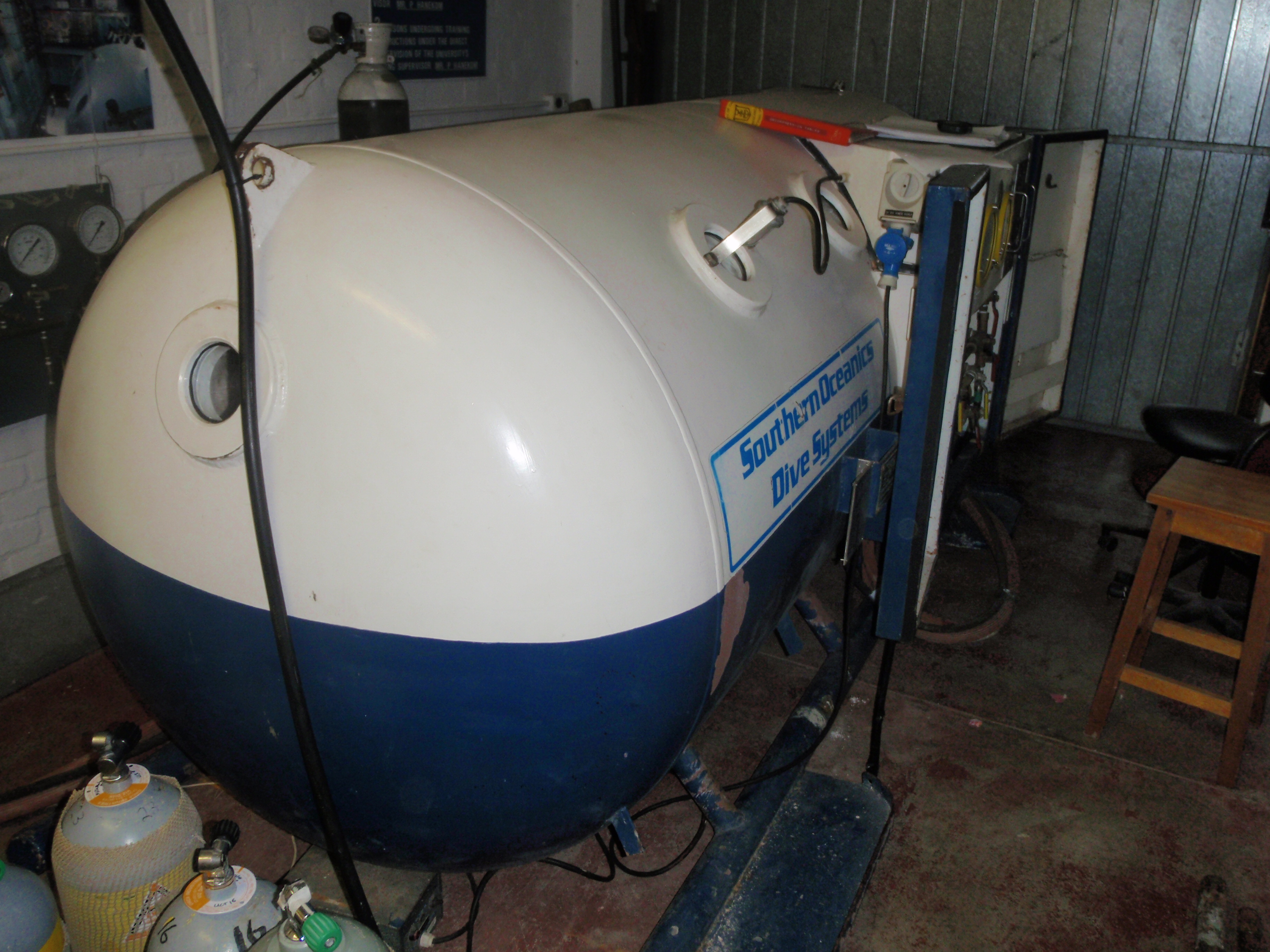
Exterior view of a basic deck decompression chamber
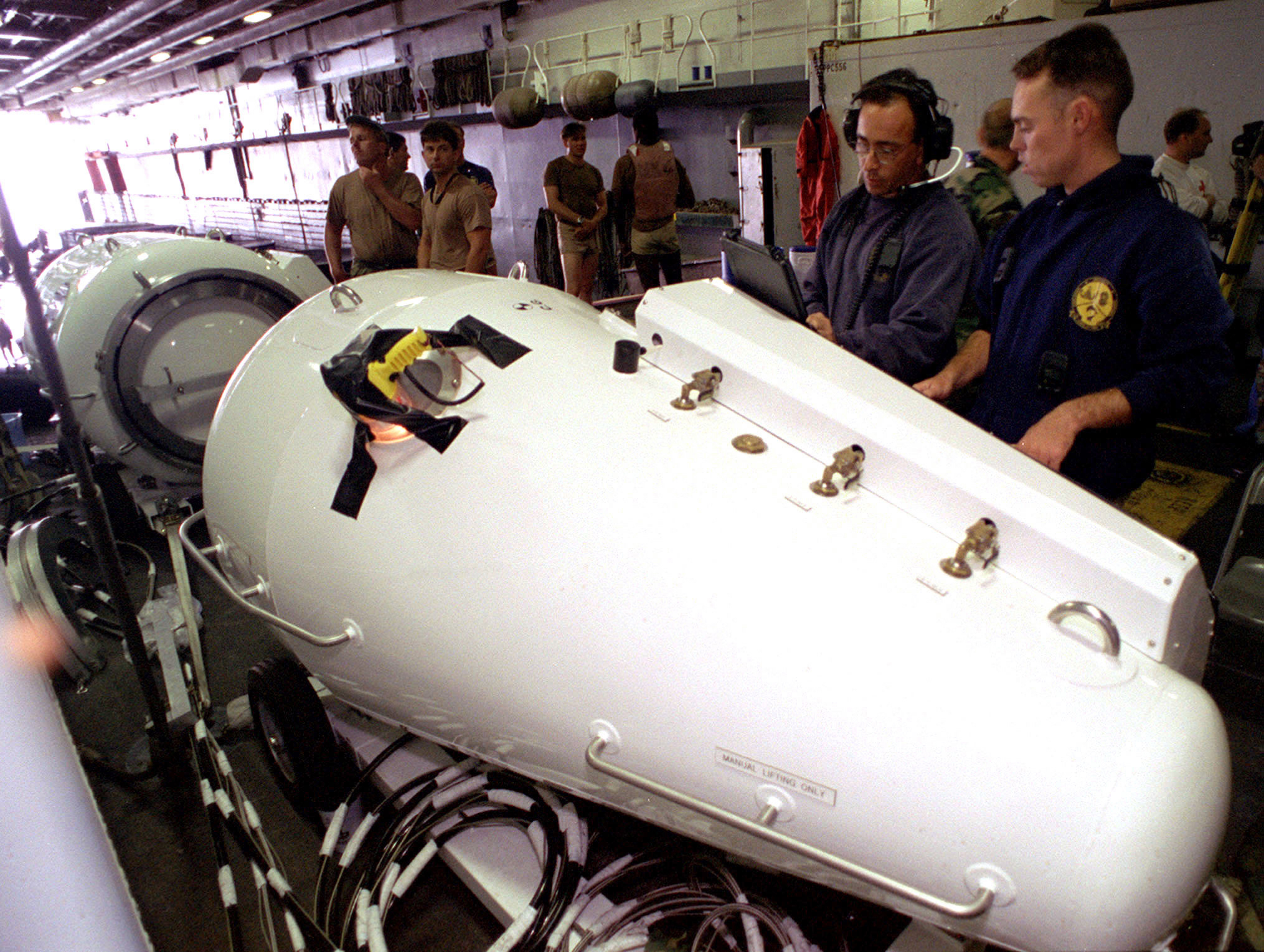
Transportable decompression chamber
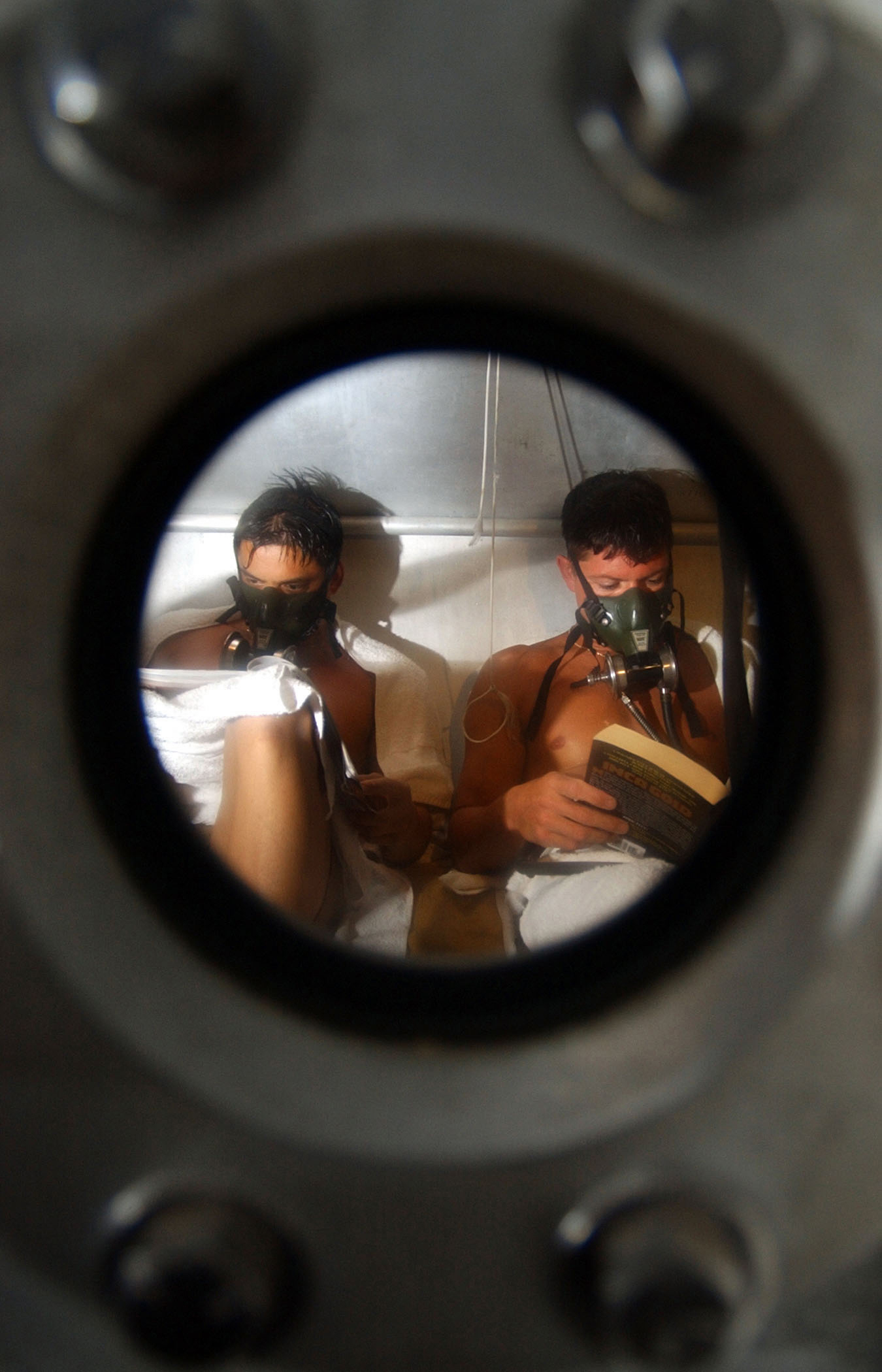
Divers breathing oxygen during surface decompression
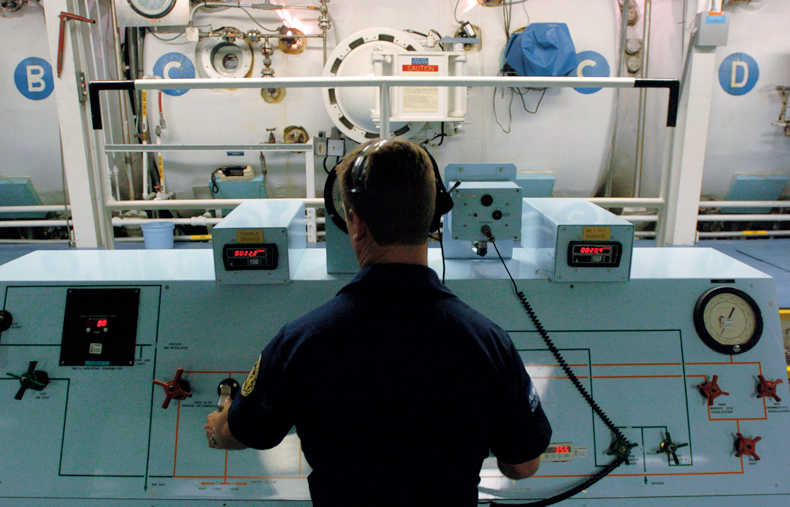
Operating a chamber from the control panel

### غرفة المعالجة بالضغط العالي

#### غرفة العلاج بالأكسجين عالي الضغط

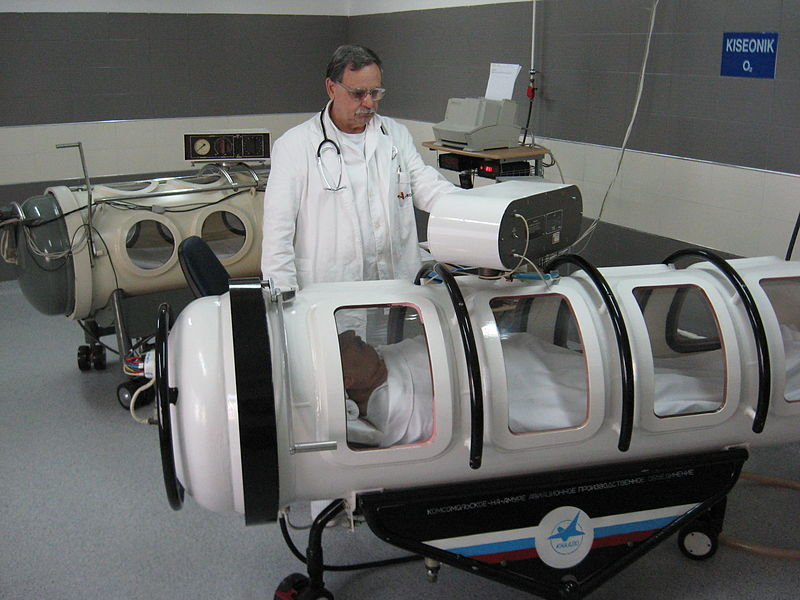
غرفة أحادية المكان للعلاج السريري بالأكسجين عالي الضغط

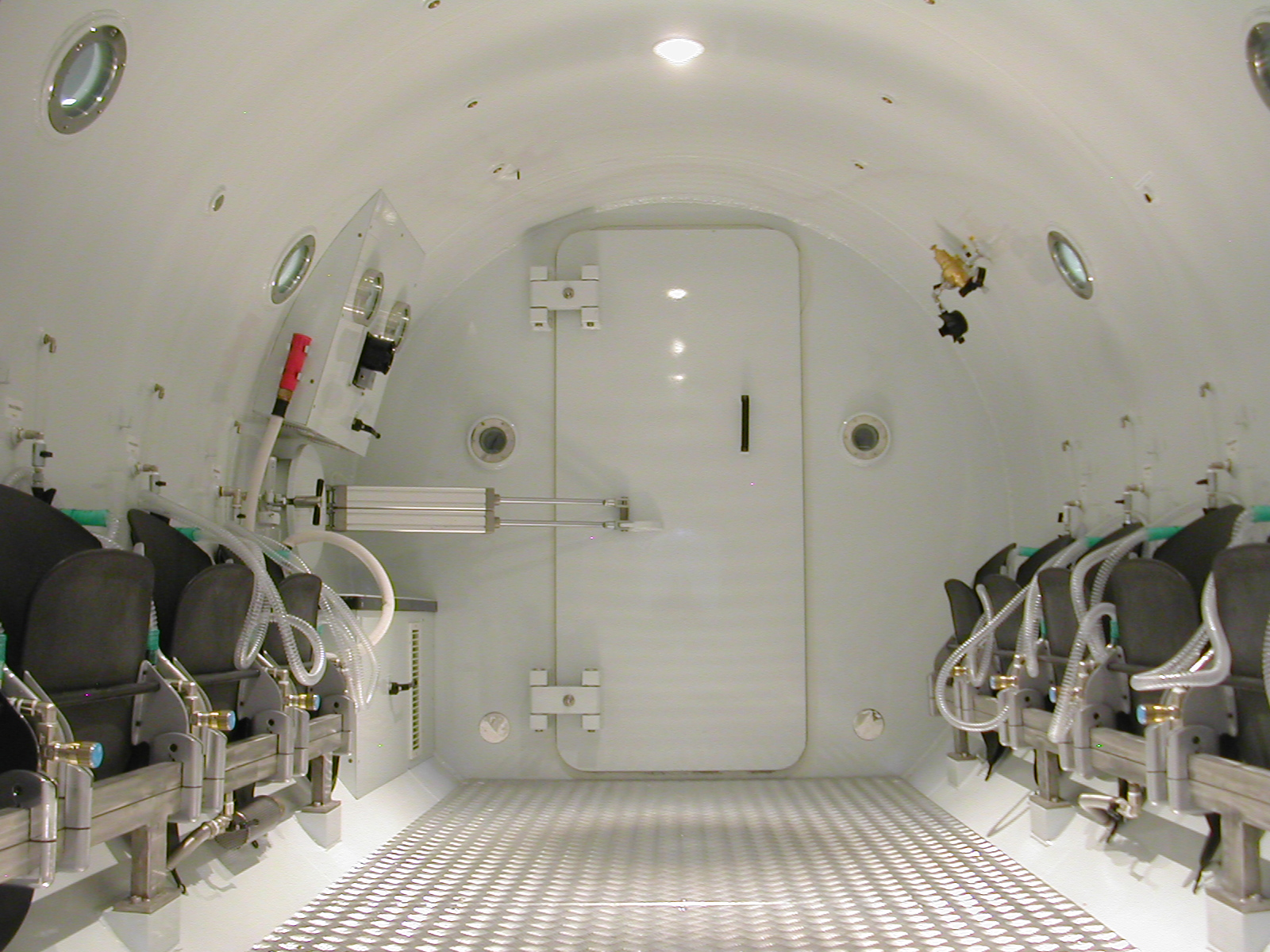
منظر داخلي لغرفة متعددة الأضلاع للعلاج بالأكسجين عالي الضغط ، يُظهر الباب المحكم المؤدي إلى قفل الدخول.

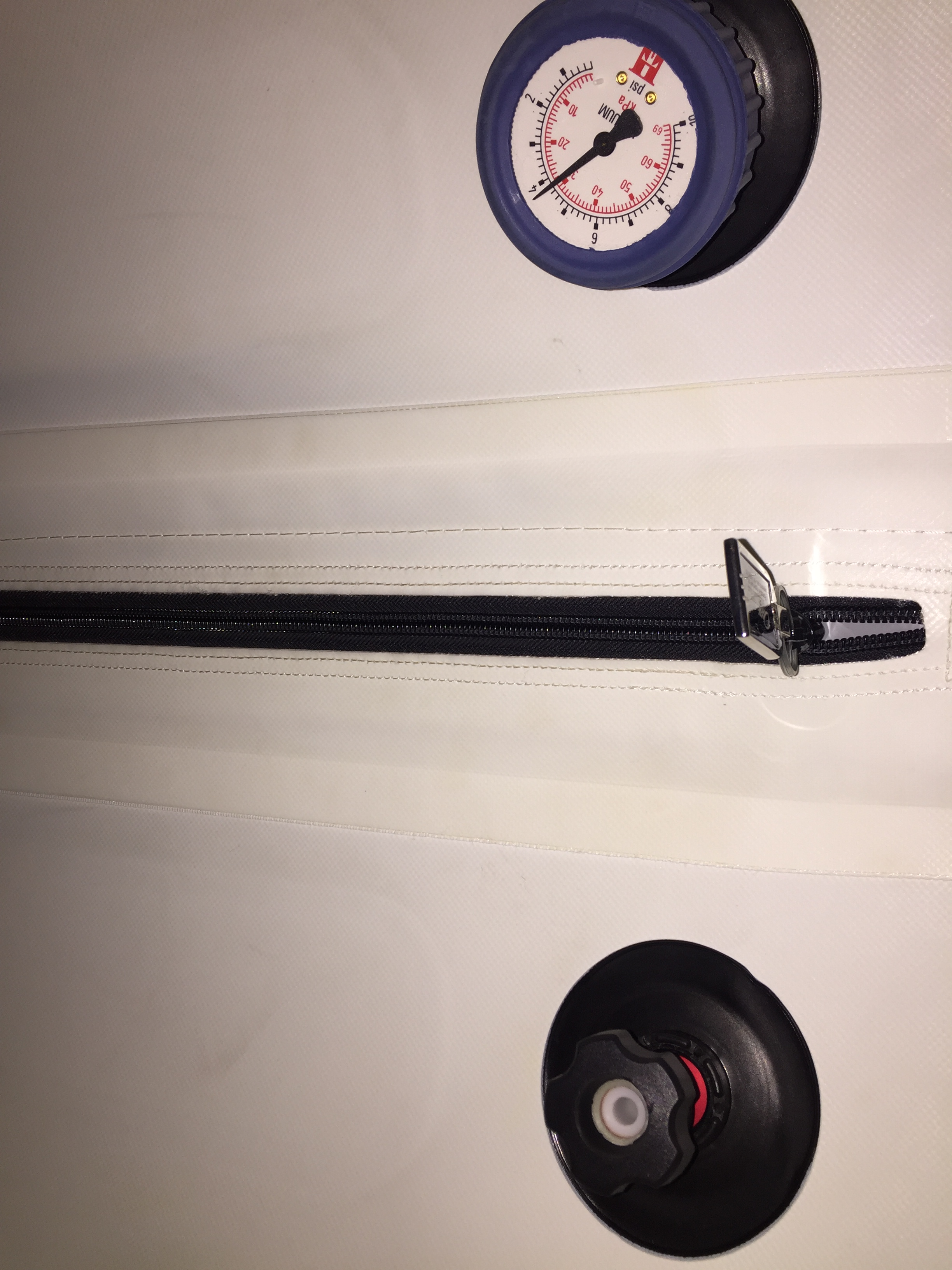
صمام تحرير الضغط ومقياس الضغط داخل غرفة العلاج بالأكسجين عالي الضغط المنخفض المرنة

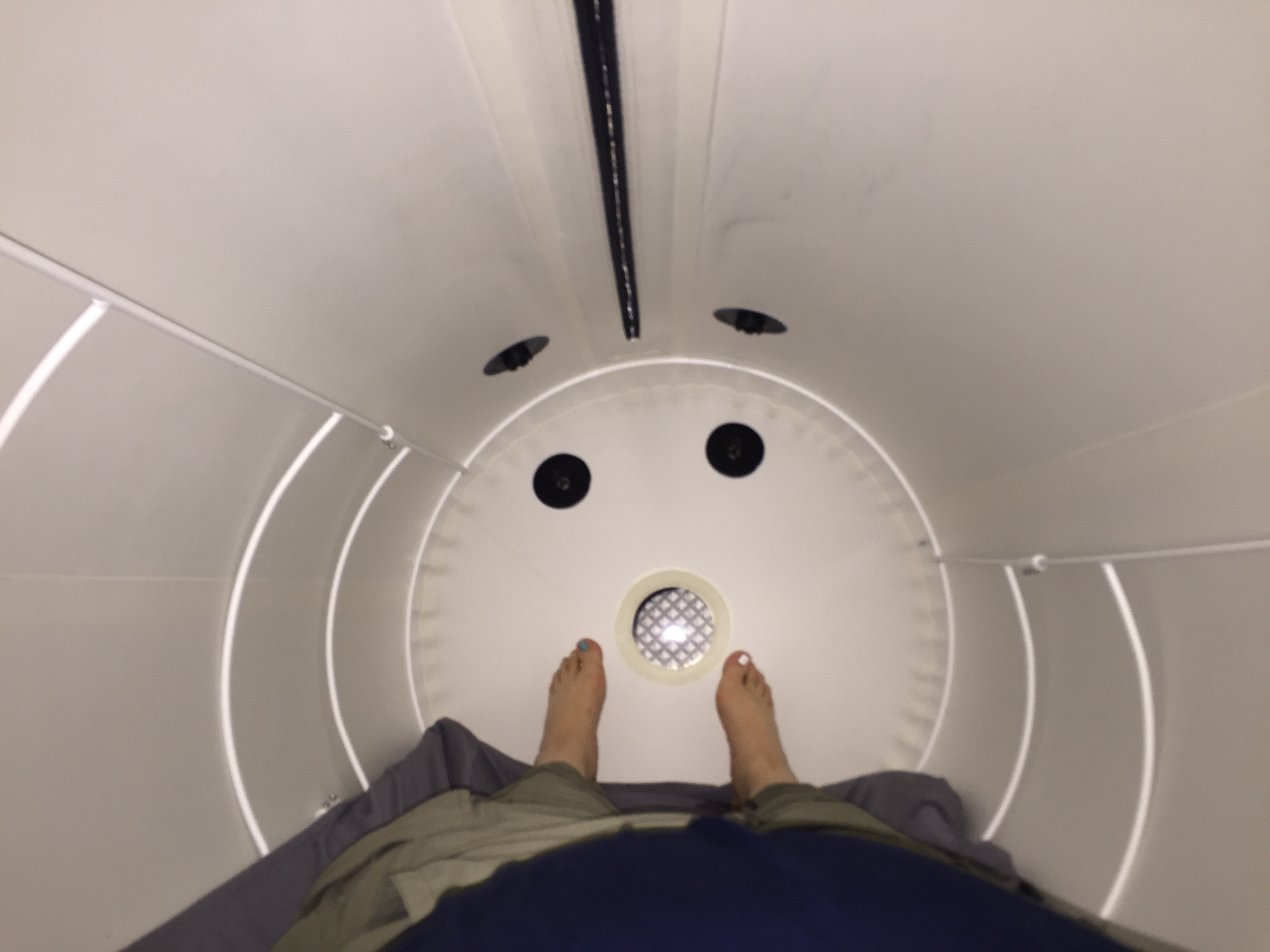
داخل غرفة العلاج بالأكسجين عالي الضغط المرنة والمنخفضة الضغط

تُستخدم غرفة العلاج بالأكسجين عالي الضغط لعلاج المرضى، بما في ذلك الغواصين، الذين قد تتحسن حالتهم من خلال العلاج بالأكسجين عالي الضغط. تحدث بعض الأمراض والإصابات، وقد تستمر، على مستوى الخلايا أو الأنسجة. في حالات مثل مشاكل الدورة الدموية، والجروح التي لا تلتئم، والسكتات الدماغية، لا يمكن للأكسجين الكافي الوصول إلى المنطقة المتضررة وعملية الشفاء في الجسم غير قادرة على العمل بشكل صحيح. يزيد العلاج بالأكسجين عالي الضغط من نقل الأكسجين عبر الأكسجين المذاب في مصل الدم، ويكون أكثر فاعلية في الأماكن التي يتعرض فيها الهيموجلوبين للخطر (مثل التسمم بأول أكسيد الكربون) أو حيث يمكن للأكسجين الإضافي الموجود في المحلول أن ينتشر عبر الأنسجة بعد الانسدادات التي تمنع إمداد الدم كما هو الحال في مرض تخفيف الضغط . تتمتع الغرف ذات الضغط العالي القادرة على استقبال أكثر من مريض واحد (multiplace) والمرافق الداخلي بمزايا لعلاج مرض تخفيف الضغط (DCS) إذا احتاج المريض إلى علاج آخر لمضاعفات خطيرة أو إصابة أثناء وجوده في الغرفة، ولكن في معظم الحالات يمكن للغرف أحادية المكان تستخدم بنجاح في علاج مرض تخفيف الضغط. الغرف الصلبة قادرة على إعادة الضغط بعمق أكبر من الغرف اللينة غير المناسبة لعلاج DCS.

#### غرفة إعادة الضغط

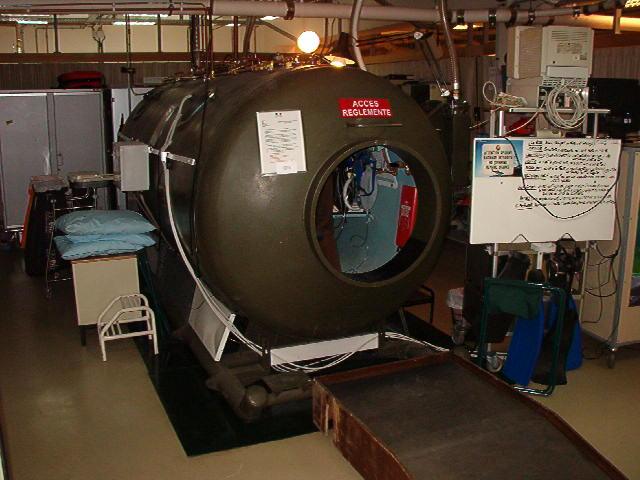
غرفة إعادة الضغط

غرفة إعادة الضغط هي غرفة علاج الضغط العالي المستخدمة لعلاج الغواصين الذين يعانون من اضطرابات معينة في الغوص مثل مرض تخفيف الضغط .
يتم طلب العلاج من قبل الطبيب المعالج (مسؤول الغوص الطبي) ، ويتبع بشكل عام أحد جداول العلاج بالضغط العالي القياسية مثل جدول العلاج بالبحرية الأمريكية 5 أو 6.
عند استخدام الأكسجين عالي الضغط، يتم إدارته بشكل عام عن طريق أنظمة التنفس المدمجة (BIBS) ، والتي تقلل من تلوث غاز الغرفة عن طريق الأكسجين الزائد.

##### اختبار الضغط
إذا كان تشخيص مرض تخفيف الضغط مشكوك فيه، يجوز لضابط الغوص أن يأمر باختبار الضغط.  يتكون هذا عادةً من إعادة ضغط حتى 60 قدمًا (18 مترًا) لمدة تصل إلى 20 دقيقة. إذا لاحظ الغواص تحسنًا ملحوظًا في الأعراض، أو يمكن للمرافق اكتشاف التغييرات في الفحص البدني، يتم اتباع جدول العلاج.

##### جداول العلاج التمثيلية
يتكون جدول البحرية الأمريكية 6 من ضغط حتى عمق 60 قدمًا (18 مترًا) مع المريض على الأكسجين. يُفك ضغط الغواص لاحقًا إلى 30 قدمًا (9.1 م) على الأكسجين، ثم يعود ببطء إلى ضغط السطح. يستغرق هذا الجدول عادةً 4 ساعات و 45 دقيقة. قد يتم تمديده أكثر. إنه العلاج الأكثر شيوعًا لمرض تخفيف الضغط من النوع 2.
يشبه جدول البحرية الأمريكية 5 الجدول 6 أعلاه، ولكنه أقصر في المدة. يمكن استخدامه مع الغواصين الذين يعانون من شكاوى أقل حدة (مرض تخفيف الضغط من النوع الأول).
يتكون الجدول رقم 9 للبحرية الأمريكية من ضغط يصل إلى 45 قدمًا (14 مترًا) مع وضع المريض على الأكسجين، مع تخفيف الضغط لاحقًا عن ضغط السطح. يمكن استخدام هذا الجدول عن طريق غرف الضغط المفرط أحادية الضغط ذات الضغط المنخفض، أو كعلاج متابعة في الغرف المتعددة.

### أنظمة دعم الحياة التشبع

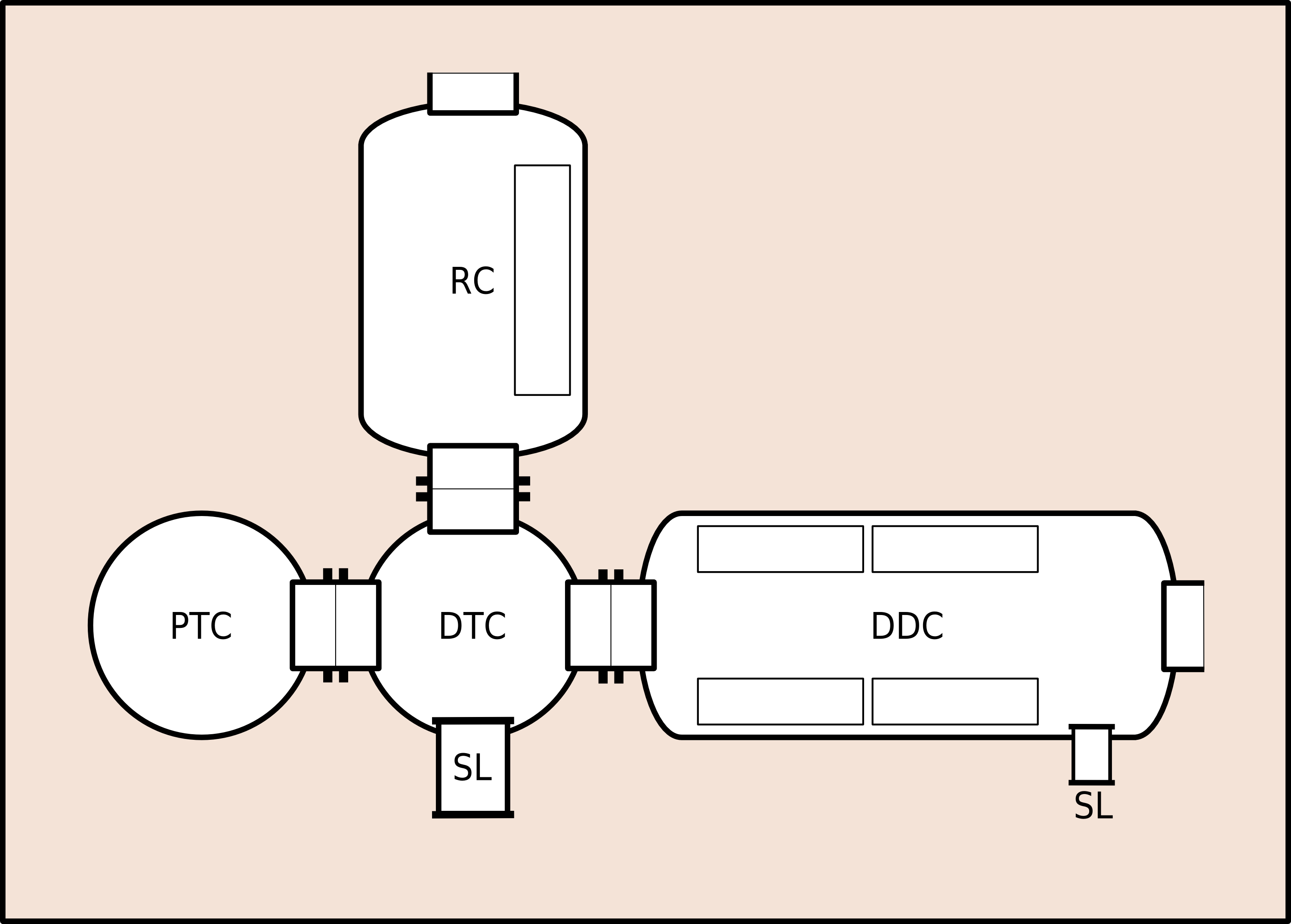
مخطط تخطيطي لنظام تشبع بسيط يوضح أوعية الضغط الرئيسية للعمل البشري
DDC - غرفة المعيشة
DTC - غرفة التحويل
PTC - غرفة نقل الأفراد (الجرس)
RC - غرفة إعادة الضغط
SL - قفل الإمداد

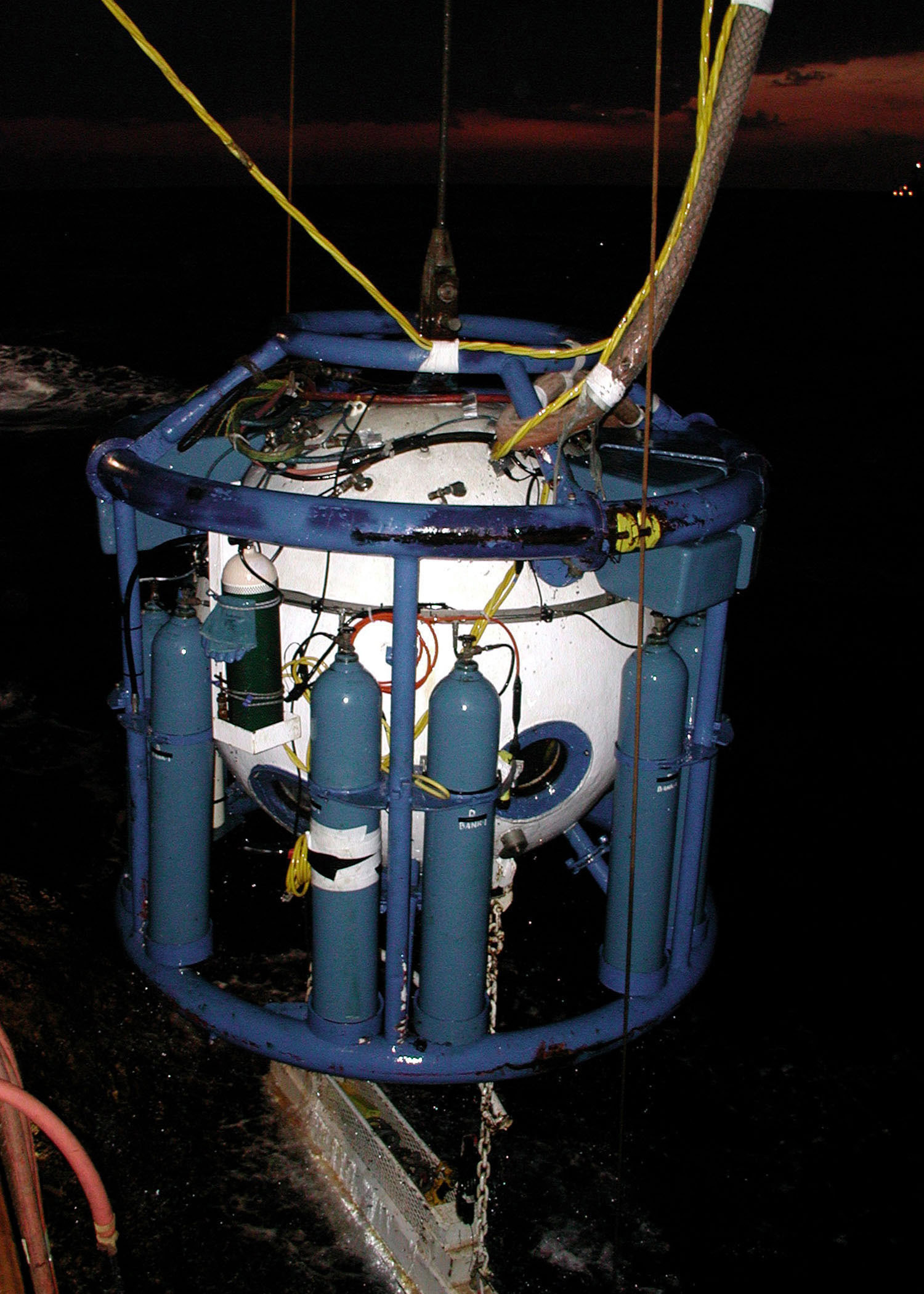
كبسولة نقل الأفراد.

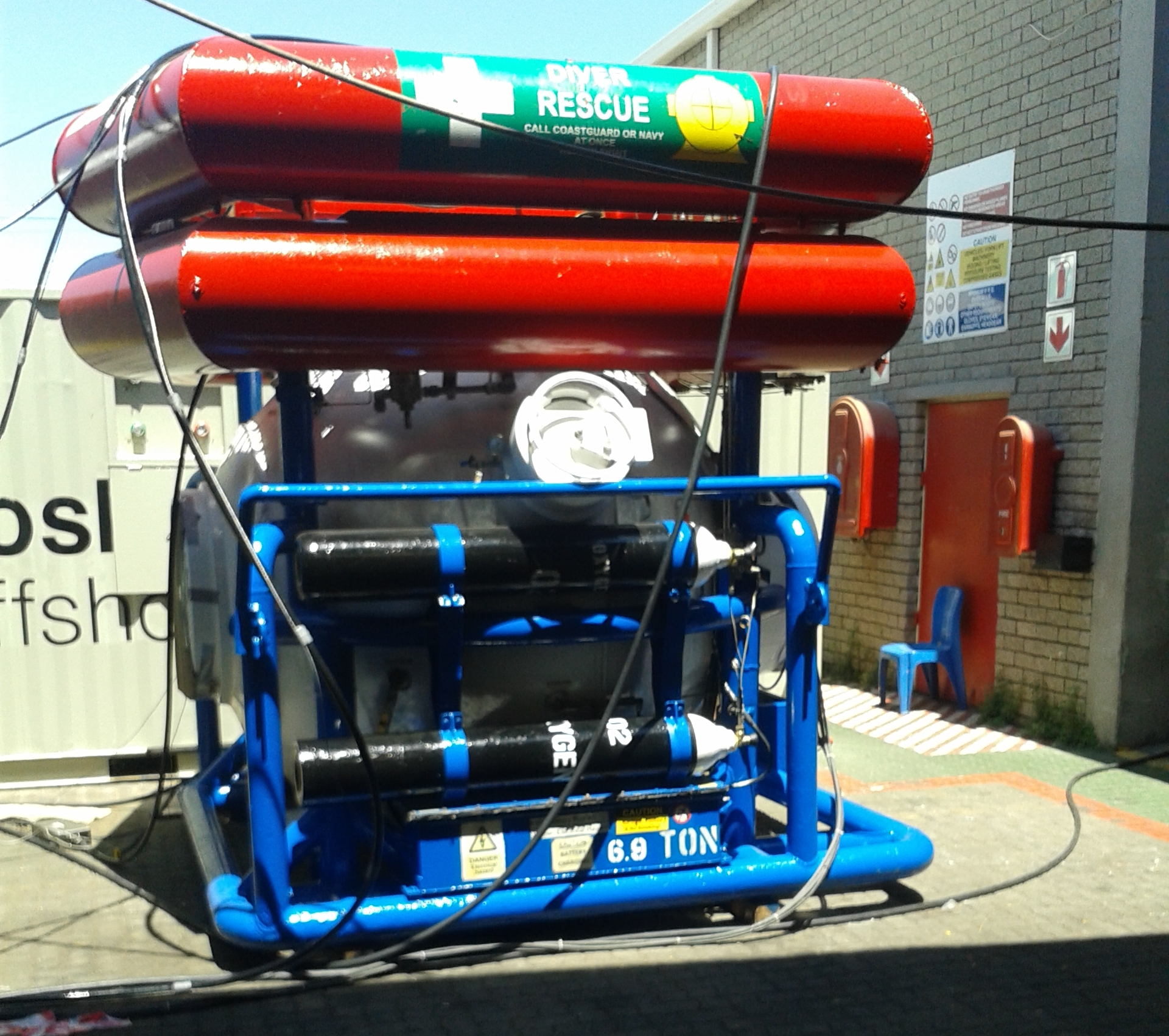
وحدة هروب صغيرة الضغط العالي

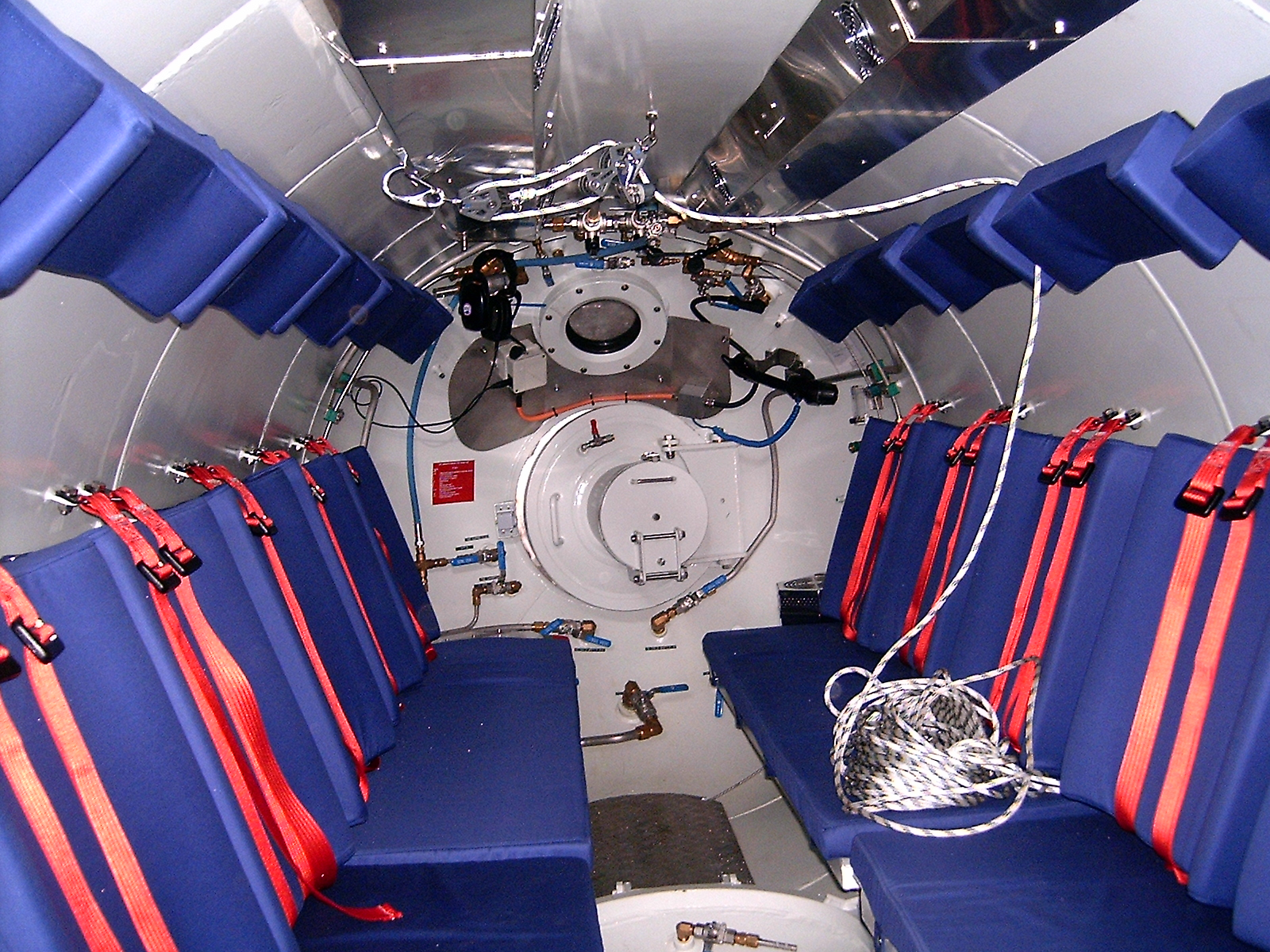
داخل قارب نجاة كبير الضغط.

يتم استخدام بيئة الضغط العالي على السطح التي تشتمل على مجموعة من غرف الضغط المرتبطة في غوص التشبع لإيواء الغواصين تحت ضغط طوال مدة المشروع أو عدة أيام إلى أسابيع، حسب الاقتضاء. يتم فك ضغط الركاب للضغط السطحي مرة واحدة فقط، في نهاية فترة عملهم. يتم ذلك عادةً في غرفة إزالة الضغط، والتي تعد جزءًا من نظام التشبع. يتم تقليل خطر الإصابة بمرض تخفيف الضغط بشكل كبير عن طريق تقليل عدد عمليات تخفيف الضغط، وعن طريق إزالة الضغط بمعدل متحفظ للغاية.
يشتمل نظام التشبع عادةً على مجمع يتكون من غرفة المعيشة وغرفة النقل وغرفة تخفيف الضغط الغاطسة، والتي يشار إليها عادةً في الغوص التجاري والغوص العسكري باسم جرس الغوص، PTC (كبسولة نقل الأفراد) أو SDC (غرفة فك الضغط الغاطسة). يمكن تثبيت النظام بشكل دائم على سفينة أو منصة بحرية، ولكن عادة ما يكون قادرًا على النقل بين السفن. يتم إدارة النظام من غرفة التحكم، حيث يتم مراقبة العمق وجو الغرفة ومعلمات النظام الأخرى والتحكم فيها. يستخدم جرس الغوص لنقل الغواصين من النظام إلى موقع العمل. عادةً ما يتم تزاوجها مع النظام باستخدام مشبك قابل للإزالة ويتم فصلها عن النظام بواسطة مساحة الكابلات، والتي من خلالها ينتقل الغواصون من وإلى الجرس.
يتم تغذية الجرس عبر سرة كبيرة متعددة الأجزاء توفر غاز التنفس والكهرباء والاتصالات والمياه الساخنة. تم تجهيز الجرس أيضًا بأسطوانات غاز التنفس المركبة الخارجية للاستخدام في حالات الطوارئ. يعمل الغواصون انطلاقا من الجرس باستخدام معدات غطس سرية مزودة بالسطح .
يمكن توفير قارب نجاة عالي الضغط أو وحدة هروب عالي الضغط أو غرفة إنقاذ للإخلاء في حالات الطوارئ للغواصين المشبعين من نظام التشبع. يمكن استخدام هذا إذا كانت المنصة معرضة لخطر مباشر بسبب الحريق أو الغرق لإبعاد الركاب عن الخطر المباشر. يعتبر قارب النجاة عالي الضغط مكتفيًا ذاتيًا ومكتفيًا ذاتيًا لعدة أيام في البحر.

### نقل تحت الضغط
تسمى عملية نقل الأفراد من نظام ضغط عالي إلى آخر بالنقل تحت الضغط (TUP). يستخدم هذا لنقل الأفراد من غرف إعادة الضغط المحمولة إلى غرف متعددة الأشخاص للعلاج، وبين أنظمة دعم حياة التشبع وكبسولات نقل الأفراد (أجراس مغلقة) للنقل من وإلى موقع العمل، ولإخلاء غواصين التشبع إلى قارب نجاة عالي الضغط .

### التاريخ

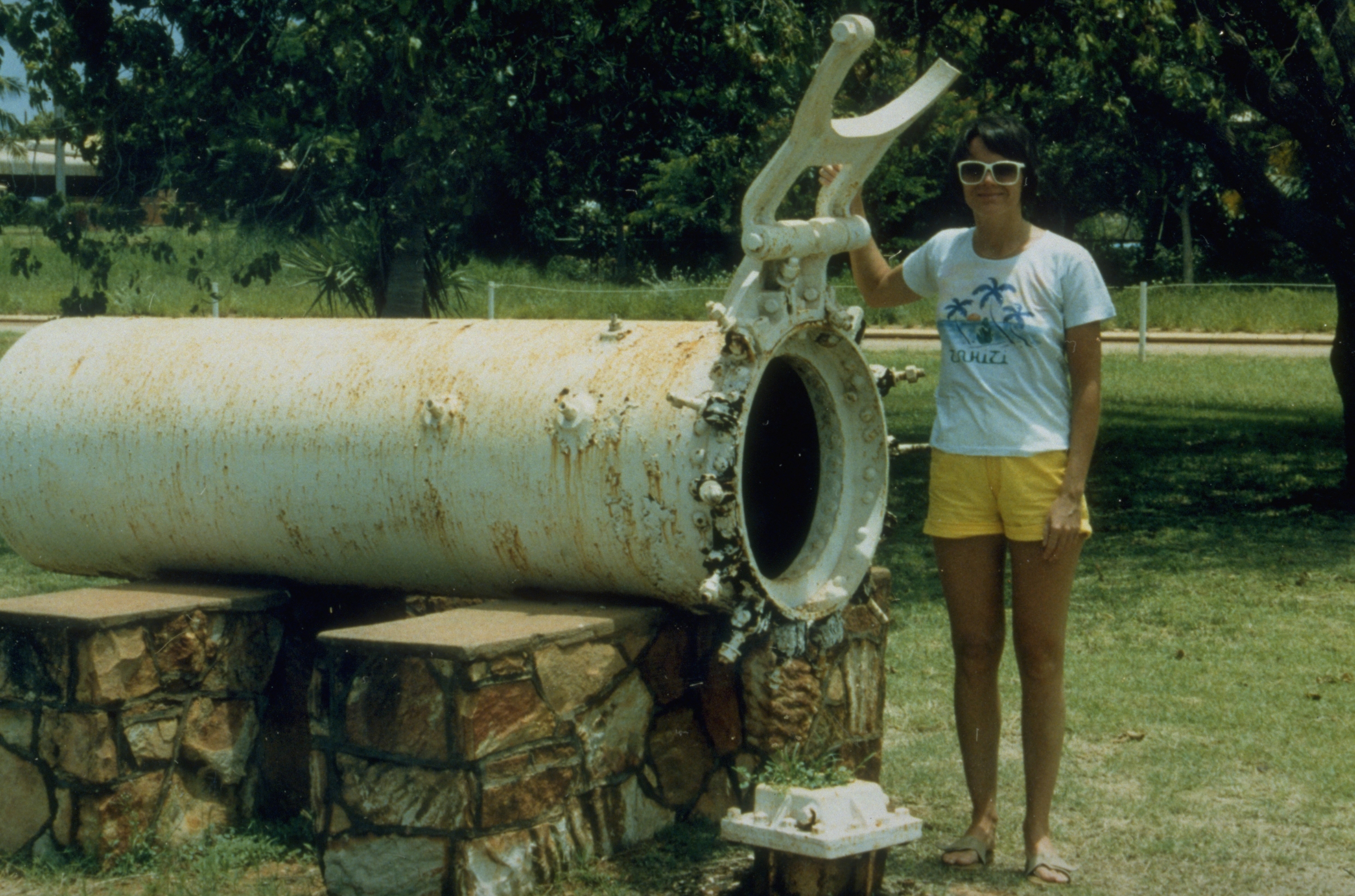
غرفة الضغط المبكر (إعادة الضغط) في الحديقة في بروم ، أستراليا الغربية. تقع الغرفة الآن في متحف بروم.

في عام 1904 ، صمم مهندسُ الغواصات Siebe و Gorman ، جنبًا إلى جنب مع عالم الفسيولوجيا ليونارد هيل، جهازًا للسماح للغواص بالدخول إلى غرفة مغلقة بعمق، ثم رفع الغرفة  –  لا تزال مضغوطة  –  وإحضارها على متن قارب. ثم تم تقليل ضغط الغرفة تدريجياً. سمح هذا الإجراء الوقائي للغواصين بالعمل بأمان على أعماق أكبر لفترات أطول دون الإصابة بمرض تخفيف الضغط.
في عام 1906 ، أخضع هيل وعالم إنجليزي آخر إم غرينوود أنفسهم لبيئات ضغط مرتفع، في غرفة ضغط بناها سيبي وجورمان، للتحقيق في التأثيرات. كانت استنتاجاتهم أن الشخص البالغ يمكنه تحمل سبعة أجواء بأمان، بشرط أن يكون تخفيف الضغط تدريجيًا بدرجة كافية.
تم بناء غرفة إعادة الضغط المخصصة لعلاج الغواصين الذين يعانون من مرض تخفيف الضغط بواسطة CE Heinke وشركته في عام 1913 ، لتسليمها إلى Broome ، أستراليا الغربية في عام 1914 ، حيث تم استخدامها بنجاح لعلاج غواص في عام 1915. هذه الغرفة موجودة الآن في متحف بروم التاريخي.

## الهيكل والتخطيط

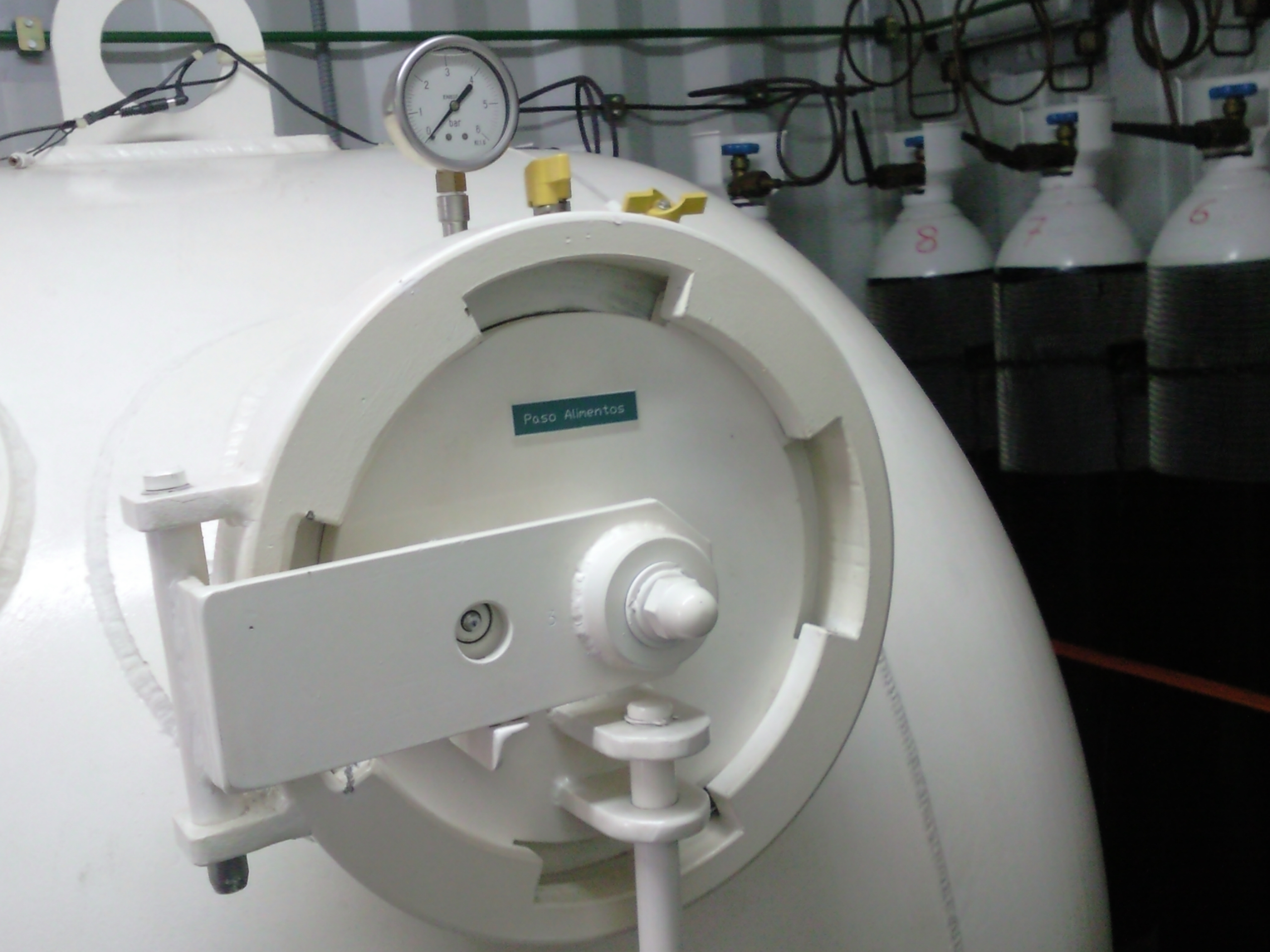
قفل طبي في غرفة الضغط. تستخدم لنقل الإمدادات الطبية والمواد الغذائية من وإلى الغرفة أثناء الضغط عليها. الباب مغلق بزاوية 45 درجة.يمكن رؤية قفل الأمان الداخلي الذي يمنع أي دوران للباب أثناء الضغط على القفل في وضع عدم التعشيق ، مما يدل على أنه من الآمن فتح الباب الخارجي. يوضح المقياس أيضًا أن الضغط قد تم تحريره.

يعتمد بناء وتصميم غرفة الغوص ذات الضغط العالي على الغرض من استخدامها، ولكن هناك العديد من الميزات المشتركة في معظم الغرف.
سيكون هناك وعاء ضغط مزود بضغط الغرفة ونظام إزالة الضغط، وترتيبات الوصول، وأنظمة المراقبة والتحكم، ومنافذ العرض، وغالبًا ما يكون نظام التنفس المدمج لتزويد غازات التنفس البديلة.
وعاء الضغط هو المكون الهيكلي الرئيسي، ويتضمن غلاف الغرفة الرئيسية، وفي حالة وجوده، أغلفة الغرفة الأمامية وقفل طبي أو مخازن. قد يكون قفل غرفة الإنتظار أو الدخول موجودًا لتوفير وصول الأفراد إلى الغرفة الرئيسية أثناء تعرضها للضغط. قد يكون هناك قفل طبي أو مخازن لتوفير الوصول إلى الغرفة الرئيسية للأشياء الصغيرة أثناء الضغط. يسمح الحجم الصغير بالنقل السريع والاقتصادي للأشياء الصغيرة، حيث أن الغاز المفقود له حجم صغير نسبيًا مقارنة بالغرفة الأمامية.
عادةً ما يتم تثبيت باب أو فتحة الوصول إلى الداخل وإغلاقها بواسطة فرق الضغط، ولكن يمكن أيضًا أن يتم إعاقتها من أجل إحكام أفضل عند الضغط المنخفض. يوجد باب أو فتحة عند فتحة الوصول إلى حجرة الانتظار، والحجرة الرئيسية، وكلا طرفي قفل طبي أو قفل مخازن، وفي أي قنوات ربط لربط غرف متعددة. يحتوي الجرس المغلق على فتحة مماثلة في الأسفل للإستخدام تحت الماء وقد يكون له فتحة جانبية للنقل تحت الضغط إلى نظام التشبع، أو قد يستخدم الفتحة السفلية لهذا الغرض. يُعد الباب الخارجي للقفل الطبي أمرًا غير معتاد من حيث أنه يفتح للخارج ولا يُغلق بفعل الضغط الداخلي ، لذلك فهو يحتاج إلى نظام قفل أمان لمنع فتحه عند الضغط على القفل.
يتم توفير إطارات العرض بشكل عام للسماح لموظفي التشغيل بمراقبة الركاب بصريًا ، ويمكن استخدامها للإشارة اليدوية كطريقة اتصال إضافية في حالات الطوارئ. يمكن توفير الإضاءة الداخلية بتركيب أضواء خارج مداخل العرض.
عادة ما يتم توفير الأثاث لراحة الركاب. عادة هناك مقاعد و / أو مرافق الأسرة. تحتوي أنظمة التشبع أيضًا على طاولات ومرافق صحية للركاب.
يشتمل نظام الضغط الداخلي على مصدر للغاز الأساسي والاحتياطي ، والصمامات والأنابيب للتحكم فيه للضغط وإزالة الضغط من الغرفة الرئيسية والمقصورات الإضافية ، وصمام تنفيس الضغط لمنع الضغط الذي يتجاوز الحد الأقصى لضغط العمل في التصميم. يتم تكرار الصمامات بشكل عام من الداخل والخارج ويتم تصنيفها لتجنب الالتباس. عادة ما يكون من الممكن تشغيل غرفة ركاب متعددة من الداخل في حالة الطوارئ. ستختلف معدات المراقبة اعتمادًا على الغرض من الغرفة ، ولكنها ستتضمن مقاييس ضغط لتزويد الغاز ، ومقياس ضغط معاير بدقة للضغط الداخلي لجميع المقصورات التي يشغلها الإنسان.
سيكون هناك أيضًا نظام اتصالات صوتية بين المشغل والركاب. عادة ما يكون هذا هو الضغط للتحدث في الخارج ، والإرسال باستمرار من الداخل ، حتى يتمكن المشغل من مراقبة حالة الركاب بشكل أفضل. قد يكون هناك أيضًا نظام اتصالات احتياطي.
معدات مكافحة الحرائق ضرورية لأن حريق الغرفة يشكل خطورة كبيرة على الركاب. يمكن استخدام إما طفايات حريق مصنوعة خصيصًا لبيئة الضغط العالي ذات المحتويات غير السامة ، أو نظام رش الماء الداخلي المضغوط. غالبًا ما يتم توفير دلاء الماء كمعدات إضافية.

مراقب الأكسجين لغرفة الضغط العالي ، 1969.

يمكن أن تكون أنظمة دعم الحياة لأنظمة التشبع معقدة إلى حد ما ، حيث يجب أن يظل الركاب تحت ضغط مستمر لعدة أيام إلى أسابيع. تتم مراقبة محتوى الأكسجين في غاز الغرفة باستمرار وإضافة الأكسجين الطازج عند الضرورة للحفاظ على القيمة الاسمية. يمكن تنفيس غاز الغرفة وشطفه ببساطة إذا كان الهواء ، ولكن مخاليط الهيليوم باهظة الثمن وستكون هناك حاجة إلى كميات كبيرة جدًا على مدى فترات طويلة ، لذلك يتم إعادة تدوير غاز الغرفة لنظام التشبع عن طريق تمريره عبر جهاز تنقية غاز ثاني أكسيد الكربون وفلاتر أخرى لإزالة الروائح والرطوبة الزائدة. عادةً ما تحتوي الغرف المتعددة التي يمكن استخدامها للمعالجة على نظام تنفس داخلي (BIBS) لتزويد غاز التنفس المختلف عن غاز الضغط ، وتحتوي الأجراس المغلقة على نظام مشابه لتزويد الغواصين بالغاز.مراقبة الأكسجين . يتم استخدام BIBS أيضًا كمصدر لغاز التنفس الطارئ إذا كان غاز الغرفة ملوثًا.
أنظمة الصرف الصحي للغسيل وإزالة النفايات مطلوبة. التفريغ بسيط بسبب تدرج الضغط ، ولكن يجب التحكم فيه لتجنب فقدان ضغط الغرفة أو التقلبات غير المرغوب فيها. يتم تقديم الطعام بشكل عام عن طريق إعداد الطعام والشراب في الخارج ونقله إلى الغرفة من خلال قفل المخازن ، والذي يستخدم أيضًا لنقل الأواني المستخدمة ، والغسيل ، والإمدادات الأخرى.
تُصنع الغرف غير المحمولة بشكل عام من الفولاذ ،  لأنها غير مكلفة وقوية ومقاومة للحريق. تم بناء الغرف المحمولة من الفولاذ وسبائك الألومنيوم  والمركبات المقواة بالألياف. في بعض الحالات ، يكون هيكل المادة المركبة مرنًا عند إزالة الضغط.

## عملية
ستختلف التفاصيل حسب التطبيق. يتم وصف تسلسل معمم لغرفة قائمة بذاتها. يُطلق على مشغل غرفة إزالة الضغط للغوص التجاري بشكل عام مشغل الغرفة ، ويطلق على مشغل نظام التشبع اسم فني دعم الحياة ] (LST).
- سيتم إجراء فحوصات ما قبل الاستخدام على النظام للتأكد من أنه آمن للعمل.
- سيتم فحص الركاب المقصودين والتصريح لهم بالضغط ، وسيدخلون الغرفة.
- سيتم إغلاق باب الضغط ، وإنشاء الاتصالات مع الركاب ، وبدء الضغط.
- سيقوم المشغل بمراقبة معدل الضغط والتحكم فيه ومراقبة حالة الركاب.
- بمجرد الضغط ، سيراقب المشغل الضغط ووقت التشغيل وغاز الغرفة وإذا أمكن ، مصدر غاز التنفس المستقل. يمكن التحكم في جودة غاز الغرفة عن طريق أنظمة غسيل غاز ثاني أكسيد الكربون وفلاتر وأنظمة تكييف الهواء وإضافة الأكسجين حسب الحاجة ، أو عن طريق التهوية الدورية عن طريق إضافة هواء مضغوط جديد مع إطلاق بعض هواء الغرفة في نفس الوقت.
- عند بدء تخفيف الضغط ، يقوم المشغل بإخطار الركاب وإطلاق غاز الغرفة في الغلاف الجوي أو تنظيف المضخات في حالة إعادة تدويرها. يتم التحكم في معدل خفض الضغط لاتباع جدول تخفيف الضغط المحدد ضمن التسامح.
- قد يتم إيقاف الضغط وإزالة الضغط إذا واجه الركاب مشاكل ناجمة عن تغير الضغط ، مثل ضغط الأذن أو الجيوب الأنفية أو أعراض مرض تخفيف الضغط .
- عند اكتمال فك الضغط ، يتم معادلة ضغط الغرفة مع الضغط المحيط ويمكن فتح الأبواب. قد يخرج الركاب ، وعادة ما يتم فحصهم للتأكد من عدم وجود آثار سيئة.
- ستتلقى الغرفة خدمة ما بعد العملية كما هو مطلوب لتكون جاهزة للتشغيل أو التخزين التالي حسب الاقتضاء.

### ضغط العمل
يتم استخدام مجموعة كبيرة من ضغوط العمل ، اعتمادًا على تطبيق الغرفة. عادة ما يتم العلاج بالأكسجين عالي الضغط عند ضغوط لا تتجاوز 18msw ، أو بضغط داخلي مطلق يبلغ 2.8 بار. عادة ما يتم تصنيف غرف تخفيف الضغط لأعماق مشابهة للأعماق التي سيواجهها الغواصون أثناء العمليات المخطط لها. غالبًا ما يتم تصنيف الغرف التي تستخدم الهواء كغلاف جوي للغرفة على أعماق تتراوح من 50 إلى 90 ملي ثانية ، ويجب تصنيف الغرف والأجراس المغلقة والمكونات الأخرى لأنظمة التشبع على الأقل على العمق التشغيلي المخطط. البحرية الأمريكية لديها جداول تخفيف ضغط التشبع بالهليوكس لأعماق تصل إلى 480 مللي ثانية (1600 قدم مربع). يمكن تصنيف الغرف التجريبية لأعماق أعمق. تم إجراء غوص تجريبي حتى 701 مللي ثانية (2300 قدم مربع) ، لذلك تم تصنيف غرفة واحدة على الأقل بهذا العمق على الأقل.

## اقرأ أيضاً
- معالجة بالأكسجين عالي الضغط.
- تخفيف الضغط.
- حجرة ناقصة الضغط.